# Minotaur: The Labyrinths of Crete
Minotaur: The Labyrinths of Crete-приключенческая ролевая видеоигра 1992 года для Macintosh, разработанная Bungie; продюсерами выступили Джейсон Джонс и Алекс Серопян.

## Геймплей
Игра отличалась от других игр своего времени наличием многопользовательского режима, работающего по протоколам AppleTalk и Point-to-Point. Также был доступен однопользовательский режим исследования, но он не имел конечной цели и был полезен для изучения того, как работают различные предметы, найденные в лабиринте.

## История публикаций
Игра появилась в 1988 году как игра для Apple II, в которую можно было играть по модему между двумя противниками, но официально на этой платформе так и не вышла.[1]
Слоган игры: «Убивайте своих врагов. Убивайте врагов своих друзей. Убивайте своих друзей». Этот слоган появлялся в качестве описания в меню многопользовательского режима некоторых других игр Bungie, таких как Myth: The Fallen Lords и Halo 3.
Позже Bungie продала лицензию на игровой движок Minotaur студии Paranoid Productions (Ричард Рауз), которая использовала его для создания Odyssey: The Legend of Nemesis, выпущенной в 1996 году.

## Прием
Computer Gaming World положительно отозвалась о Minotaur, хотя и раскритиковала отсутствие мыши и режима одиночной игры. В заключение было сказано, что «группа увлечённых противников, которым нравится быстро соображать и импровизировать, получит от этой игры долгое удовольствие».[2] Игра была рецензирована в 1992 году в журнале Dragon №188 Хартли, Патрисией и Кирком Лессером в колонке «Роль компьютеров». Рецензенты дали игре 4 звезды из 5.[3] Игра была продана тиражом в 2500 экземпляров.[4]